# Селевкіно
Селе́вкіно (рос. Селевкино) — присілок у складі Дмитровського міського округу Московської області, Росія.

## Населення
Населення — 49 осіб (2010; 26 у 2002).
Національний склад (станом на 2002 рік):
- росіяни — 88 %